# لیتاپ پلازا
لیتاپ پلازا (به انگلیسی: Leatop Plaza) آسمان‌خراش ۶۶ طبقه به ارتفاع ۲۶۴ متر، با کاربری اداری-تجاری است، که در شهر گوانگ‌ژو، گوانگ‌دونگ، جمهوری خلق چین مستقر می‌باشد. پروژه ساخت این ساختمان در سال ۲۰۰۸ آغاز شد و در سال ۲۰۱۲ تکمیل و افتتاح گردید.